# Пыльная быль
«Пыльная быль» — дебютный студийный альбом российской рок-группы «Сплин». Рабочее название — «Репетиции на сердце». Первоначально был записан на аудиокассету «в студии одного из театров, по ночам, в атмосфере строжайшей секретности» (как было написано во вкладыше к альбому).
Альбом оказался неожиданно популярным и быстро распространился по всему Санкт-Петербургу необычайно крупным для дебюта тиражом в 10 000 экземпляров.
Издавался четыре раза различными лейблами: в 1994 (Frost Records), 1997 (Sound Product), 2002 (Мистерия звука) и 2008 (Navigator Records).
Все песни, вошедшие в этот альбом, написаны солистом группы Александром Васильевым, за исключением песни «Под Сурдинку», автором слов которой был русский поэт Саша Чёрный. Именно благодаря строкам этого стихотворения и появилось название группы — «Сплин»:
Как молью изъеден я сплином…
Посыпьте меня нафталином,
Сложите в сундук и поставьте меня на чердак,
Пока не наступит весна.

## История создания
«Я знаю „Пыльную Быль“ изнутри, как этот альбом делался. К моменту начала записи мы с Саней Морозовым, можно сказать, срослись настолько, что даже выработали свой язык. Поэтому специально, хотя могли сами все наиграть, приглашали участвовать в альбоме людей, которые не знали, чем мы живем, нашего менталитета. Это делалось для того, чтобы влить „живую кровь“ и по возможности как можно дальше отойти от традиционных форм».
В 1986 году Александр Васильев познакомился с Александром Морозовым (по прозвищу Моррис), играющим на бас-гитаре, учась в Ленинградском институте авиационного приборостроения. Позже Васильев вспоминал: «Все произошло спонтанно: один приятель позвал меня на репетицию в группу, где играл наш нынешний басист Саша Морозов. Там мы и познакомились. Мы не пропускали ни одного рокового концерта, все это безумно заряжало, и хотелось сделать что-то в этом роде. Нам было по 16-17 лет, когда мы собрали первую группу». Именно этот музыкальный дуэт (школьно-институтская группа), под названием «Митра», стал прообразом группы «Сплин». Первые песни Васильева были записаны в домашних условия, на квартире Морозова, у которого находился магнитофон «Рекорд» и микрофон. В составе коллектива «Митра» впоследствии было ещё несколько человек. «Митра» пыталась выступать в петербургских рок-клубах, однако не прошла прослушивание. Васильев уходит служить в армию, где служит писарем в стройбате. Там он начинает писать песни, часть которых впоследствии попадёт на альбом «Пыльная быль». После демобилизации, в 1992 году, он устраивается на место монтировщика сцены в Ленинградском Академическом театре комедии, а после поступает в Театральный институт, на отделение экономики. Учёбу он совмещал с работой монтировщика сцены, ночного сторожа и работой на кондитерской фабрике. В 1993 году он встретился с Морозовым, и они устраиваются работать в театр «Буфф», где знакомятся с клавишником Николаем Ростовским.
Музыканты зарабатывали средства на запись дебютного альбома разными способами. В поисках заработка даже снялись в рекламе: «А случилось это так: в 94-м году, когда денег на существование не было вообще, фирма „Союз — контракт“ предложила мне напеть рекламный ролик, на мотив „Who is developed“ Пола Маккартни. У меня не получилось, спел Стас, наш гитарист. Это была реклама „Херши — колы“» — вспоминал Васильев эту подработку. Сам альбом «Пыльная быль» был записан с помощью сессионных музыкантов.
27 мая 1994 года будущий состав группы собрался в ресторане, чтобы отметить окончание процесса записи альбома. Именно там они и познакомились с гитаристом Стасом Березовским. Эта дата стала считаться днем рождения группы «Сплин». Впоследствии в состав группы был включён и барабанщик Николай Лысов.

## Список композиций
Слова и музыка всех песен — Александр Васильев (за исключением четвёртого трека).
| №   | Название                                                                             | Длительность |
| --- | ------------------------------------------------------------------------------------ | ------------ |
| 1.  | «Жертва талого льда»                                                                 | 6:01         |
| 2.  | «Холодные зимы»                                                                      | 1:31         |
| 3.  | «Мне сказали слово»                                                                  | 3:08         |
| 4.  | «Под сурдинку»                                                                       | 3:27         |
| 5.  | «Гроза»                                                                              | 3:44         |
| 6.  | «Война»                                                                              | 2:31         |
| 7.  | «Пыльная быль. Сказка»                                                               | 5:20         |
| 8.  | «Серебряные реки»                                                                    | 2:53         |
| 9.  | «Твоё разбитое пенсне»                                                               | 1:23         |
| 10. | «Сказочный леший»                                                                    | 1:42         |
| 11. | «Санкт-Петербургское небо»                                                           | 2:30         |
| 12. | «Звери»                                                                              | 2:36         |
| 13. | «Рыба без трусов (бонус в переиздании, отсутствует в самом первом варианте альбома)» | 3:05         |

## Участники записи
- Александр Васильев: голос, акустическая гитара, музыка и слова (кроме 4 — стихотворение Саши Чёрного 1909 г.).
- Александр Морозов: бас-гитара, drum-machine.
- Николай Ростовский: клавишные, синтезатор, саксофон и духовые инструменты.

В записи принимали участие:
- Евгений Мясников: клавишные инструменты.
- Андрей Сударушкин: гитара.
- Сергей Иванов: гитара.
- Александр Морозов — запись, сведение, программирование и продюсирование.

## Видеоклипы
| Год  | Клип              | Режиссёр    |
| ---- | ----------------- | ----------- |
| 1994 | Мне сказали слово | Олег Куваев |

## Критика
Ксения Рождественская написала:

Альбом по-питерски хорош и зануден: легкий налет гребенщиковской пасторальности сочетается с грязным звуком очередного поколения питерского подполья. Разборки с великой литературой, столь характерные для русского рока вообще и для умных инфантилов в частности, здесь вполне изящны: мне, мол, сказали слово, я и заплел его в строку… альбом инфантильный, наивный, прекрасный.
Александр Хлупин отметил:

Альбом получился по-хорошему наивным и немного робким. Но в нём молодой коллектив проявил явную творческую индивидуальность, что случается нечасто. Сплин в первом альбоме попытался соединить элементы фолка, гитарного рока и даже джаза. Впоследствии элементы джаза группой не использовались… Что касается текстов, то Васильев создал свою особую манеру поэтического языка, круто замешанного на философских экспериментах, интеллектуальном стёбе, скромном эротизме и псевдосказочной образности. Первый альбом задал хороший тон, но не определил направление развития группы. 